# Bubba Watson
Gerry Lester "Bubba" Watson (* 5. listopadu 1978, Bagdad, Florida, USA) je americký profesionální golfista. Dvakrát zvítězil na major turnaji Masters Tournament (2012 a 2014).

## Vítězství na PGA tour (7)
- 2010 Travelers Championship
- 2011 Farmers Insurance Open, Zurich Classic of New Orleans
- 2012  Masters Tournament
- 2014  Masters Tournament, Northern Trust Open, WGC-HSBC Champions

## Výsledky na turnajích majors
| Tournament            | 2004 | 2005 | 2006 | 2007 | 2008 | 2009 | 2010 | 2011 | 2012 | 2013 | 2014 | 2015 |
| --------------------- | ---- | ---- | ---- | ---- | ---- | ---- | ---- | ---- | ---- | ---- | ---- | ---- |
| The Masters           | DNP  | DNP  | DNP  | DNP  | T20  | 42   | DNP  | T38  | 1    | T50  | 1    | T32  |
| U.S. Open             | CUT  | DNP  | DNP  | T5   | CUT  | T18  | DNP  | T63  | CUT  | T32  | CUT  |      |
| The Open Championship | DNP  | DNP  | DNP  | DNP  | DNP  | CUT  | CUT  | T30  | T23  | T32  | CUT  |      |
| PGA Championship      | DNP  | DNP  | DNP  | CUT  | 70   | CUT  | 2    | T26  | T11  | CUT  | T64  |      |

DNP = nezúčastnil se (did not play)

CUT = neprošel cutem

"T" = dělené místo (tied)

Zelené pozadí znamená vítězství, žluté umístění v nejlepších desíti.